# Chionoxantha staudingeri
Chionoxantha staudingeri là một loài bướm đêm trong họ Noctuidae.